# Иван Щилиянов
Иван Щилиянов Христов е български политически офицер, генерал-лейтенант.

## Биография
Роден е на 27 ноември 1928 г. в котелското село Катунище. През 1946 г. завършва средно образование в Смесената реална гимназия „Георги Раковски“ в Котел. От 1946 до 1948 г. е учител в село Пъдарево. Между 1948 и 1949 г. учи в Школата за запасни офицери. След това е уредник-школник в Свързочната школа за запасни офицери, която завършва през 1950 г. Тогава получава званието лейтенант. Назначен е за заместник-командир по политическата част на курсантска рота в Народното военно свързочно училище в София. Остава на тази позиция до началото на 1951 г., когато е определен за помощник на началника на партийната организация на ДКМС в училището. От 3 ноември 1951 г. е инструктор в отдел ДКМС на Главното политическо управление на българската народна армия. От 1954 г. вече е старши инструктор, а между 1955 и 1957 г. е старши инструктор в отдела за работа с Димитровската комунистическа младеж в Министерството на народната отбрана. Между септември 1957 и 1960 г. учи във Военната академия в София. След това минава на разпореждане на началник на Главното политическо управление на БНА и е назначен за редактор в редакцията за военно-политическа литература на Държавното военно издателство. От 1961 г. е инструктор по организационните въпроси в МНО, а след това до 1962 г. е старши инструктор. През 1962 г. е назначен за заместник-командир по политическата част (ЗКПЧ) на 96-и армейски свързочен полк. Остава на тази позиция до пролетта на 1963 г., когато отново преминава в разпореждане на началника на Главното политическо управление. По-късно е началник на отдел „Пропаганда и агитация“ в трета армия. От 1966 до есента на 1967 г. е заместник-началник на Политическия отдел на трета армия. През 1967 г. завършва Философско-историческия факултет на Софийския университет. Същата година става началник на отдел „Пропаганда и агитация“ в Главното политическия управление на БНА. През есента на 1971 г. е избран за член на Военния съвет и началник на Политическия отдел на първа армия. Остава на този пост до 1974 г., когато преминава на разпореждане на отдел „Военен“ на ЦК на БКП и е негов заместник-началник. Там е завеждащ сектор. След това до 1983 г. е заместник-началник на Главното политическо управление на БНА и началник на управление „Пропаганда и агитация“. От 1983 до 1990 г. отново е на разпореждане на отдел „Военен“ на ЦК на БКП. Излиза в запаса през ноември 1990 г. През 1991 г. е избран за заместник-председател на Централния съвет на Съюза на офицерите и сержантите от запаса. Умира на 5 април 2008 г.
Награждаван е с медал „За боева заслуга“ (1955), „За безупречна служба“ – II ст. (1965), орден „Народна република България“ – II ст. (1978), орден „Червено знаме“ (1983).

## Военни звания
- лейтенант – 25 септември 1950
- старши лейтенант – 3 ноември 1951
- капитан – 11 май 1953
- майор – 19 юни 1957
- подполковник – 5 септември 1961
- полковник – 10 октомври 1966
- генерал-майор – септември 1974
- генерал-лейтенант – 7 септември 1983